# Kasaï-Occidental
Pour les articles homonymes, voir Kasaï.
Le Kasaï-Occidental était une province de la république démocratique du Congo.
En 2015, le Kasaï-Occidental est divisé en deux nouvelles provinces : le Kasaï et le Kasaï-Central.

## Géographie
La province du Kasaï-Occidental est située au centre de la république démocratique du Congo. Elle borde les provinces du Bandundu à l'ouest, de l'Équateur au nord, du Kasaï-Oriental à l'est et du Katanga au sud-est. Le Kasaï-Occidental a également des frontières avec l'Angola au sud, du côté de la ville de Tshikapa.
Le chef-lieu de la province est Kananga.
Le principal cours d’eau de la province est la rivière Kasaï, qui est l'un des plus grands affluents du fleuve Congo.

## Climat
Il y a trois types de climats : équatorial dans le Nord comme il n’y a qu’une seule saison de pluie, tropical humide au centre avec une saison pluvieuse de 9 mois et une saison sèche de 3 mois et tropical sec dans le Sud . La température moyenne annuelle est à de 24°C.

## Villes et cités
| Nom                     | Statut | Population | Superficie | Territoire | District |
| ----------------------- | ------ | ---------- | ---------- | ---------- | -------- |
| Kananga                 | Ville  |            |            | -          | Lulua    |
| Tshikapa                | ville  |            |            | -          | Kasai    |
| Ilebo                   | cite   |            |            | Ilebo      | Kasai    |
| Mweka                   | cite   |            |            | Mweka      | Kasai    |
| kabeya-kamwanga/kankuno | cite   |            |            | Dibaya     | Lulua    |
| Luebo                   | cite   |            |            | Luebo      | Kasai    |
| Ndemba                  | cite   |            |            | Ndemba     | Lulua    |
| Tshimbulu               | cite   |            |            | Dibaya     | Lulua    |
| Mankanza                | cite   |            |            | Luiza      | Lulua    |
| Luiza                   | cite   |            |            | Luiza      | Lulua    |
| Kazumba                 | cite   |            |            | Kazumba    | Lulua    |
| Dibaya                  | cite   |            |            | Dibaya     | Lulua    |
| Dimbelenge              | cite   |            |            | Dimbelenge | Lulua    |
| Dekese                  | cite   |            |            | Dekese     | Kasai    |
| Mashala                 | cite   |            |            | Dimbelenge | Lulua    |
| Ndjoko-Punda            | cite   |            |            | Luebo      | kasai    |
| Kamonia                 | cite   |            |            | Kamonia    | Kasai    |
| Mikalayi                | cite   |            |            | Kazumba    | Lulua    |

## Sport
À Kananga, on trouve plusieurs équipes de football en première division dont l'Union Sportive Tshinkunku, le Tout Violent Tshipepele et l'Association Sportive Saint-Luc.

## Mentions
- Herléo Muntu, dans la chanson Kasai mentionne Kananga
- Lexxus Legal, dans la chanson Cas na nga mentionne Kananga